# Márcio Richardes
Márcio Richardes, född 30 november 1981, är en brasiliansk tidigare fotbollsspelare.
Han blev utsedd till J.Leagues "Best Eleven" 2010.